# Elecciones municipales del Santa de 2006
Las elecciones municipales del Santa de 2006 se llevaron a cabo el 19 de noviembre de 2006 para elegir al alcalde y al Concejo Provincial del Santa para el periodo 2007-2010. La elección se celebró simultáneamente con elecciones regionales y municipales (provinciales y distritales) en todo el Perú.

## Sistema electoral
La Municipalidad Provincial del Santa es el órgano administrativo y de gobierno de la provincia del Santa. Está compuesta por el alcalde y el Concejo Provincial.
La votación del alcalde y el concejo se realiza en base al sufragio universal, que comprende a todos los ciudadanos nacionales mayores de dieciocho años, empadronados y residentes en la provincia del Santa y en pleno goce de sus derechos políticos, así como a los ciudadanos no nacionales residentes y empadronados en la provincia del Santa.
El Concejo Provincial del Santa está compuesto por 13 regidores elegidos por sufragio directo para un período de cuatro (4) años, en forma conjunta con la elección del alcalde (quien lo preside). La votación es por lista cerrada y bloqueada. Se asigna a la lista ganadora los escaños según el método d'Hondt o la mitad más uno, lo que más le favorezca.

## Composición del Concejo Provincial del Santa
La siguiente tabla muestra la composición del Concejo Provincial del Santa antes de las elecciones.
| Partidos | Partidos                         | Regidores |
| -------- | -------------------------------- | --------- |
|          | Partido Aprista Peruano          | 8         |
|          | Frente Independiente Moralizador | 3         |
|          | Perú Posible                     | 1         |
|          | Alianza para el Progreso         | 1         |

## Partidos y candidatos
A continuación se muestra una lista de los principales partidos y alianzas electorales que participaron en las elecciones:
| Candidatura | Candidatura | Partidos y alianzas | Candidatos | Candidatos                | Ideología                                             | Resultado previo | Resultado previo | Ref. |
| Candidatura | Candidatura | Partidos y alianzas | Candidatos | Candidatos                | Ideología                                             | Votos (%)        | Reg.             | Ref. |
| ----------- | ----------- | --- | ---------- | ------------------------- | ----------------------------------------------------- | ---------------- | ---------------- | ---- |
|             | APRA        | Lista - Partido Aprista Peruano (APRA) |            | Josué Noriega Ravelo      | Aprismo                                               | 30.75%           | 8                |      |
|             | ARA         | Lista - Alianza Regional Áncash (ARA) – Perú Posible (PP) – Partido Popular Cristiano (PPC) – Solidaridad Nacional (SN) – Partido por la Democracia Social - Compromiso Perú (PDS) |            | Estuardo Díaz Delgado     | Socioliberalismo Democracia liberal Tercera vía       | 16.19%           | 1                |      |
|             | AP          | Lista - Acción Popular (AP) |            | Juan Vélez Temoche        | Humanismo Nacionalismo cívico Reformismo              | 4.00%            | 0                |      |
|             | RA          | Lista - Renacimiento Andino (RA) |            | Lindon Pérez Esquivel     | Indigenismo Plurinacionalismo Socialdemocracia        | 1.67%            | 0                |      |
|             | UPP         | Lista - Unión por el Perú (UPP) |            | Ángel Yldefonso Narro     | Socialdemocracia Nacionalismo de izquierda            | 1.10%            | 0                |      |
|             | RN          | Lista - Restauración Nacional (RN) |            | Eddy Cano Loyola          | Liberalismo económico Humanismo cristiano Evangelismo | Nuevo            | Nuevo            |      |
|             | PNP         | Lista - Partido Nacionalista Peruano (PNP) |            | Blanco Reyes Palomino     | Socialismo Nacionalismo de izquierda Indigenismo      | Nuevo            | Nuevo            |      |
|             | RSC         | Lista - Movimiento Independiente Regional Río Santa Caudaloso (RSC) |            | Guzmán Aguirre Altamirano | Regionalismo ancashino                                | Nuevo            | Nuevo            |      |
|             | Nueva ERA   | Lista - Movimiento Independiente Nueva Esperanza Regional Ancashina "Nueva ERA" (Nueva ERA)                                                                                        |            | Ángel Arrascue Serrano    | Regionalismo ancashino                                | Nuevo            | Nuevo            |      |
|             | C           | Lista - Movimiento Regional Independiente Cuenta Conmigo (C) |            | Esmeralda Marcelo Robles  | Regionalismo ancashino                                | Nuevo            | Nuevo            |      |

## Resultados

### Sumario general
|                        |                                                                                     |              |              |              |           |           |
| Partidos y coaliciones | Partidos y coaliciones                                                              | Voto popular | Voto popular | Voto popular | Regidores | Regidores |
| Partidos y coaliciones | Partidos y coaliciones                                                              | Votos        | %            | +/−          | Total     | +/−       |
|                        | Movimiento Independiente Regional Río Santa Caudaloso (RSC)                         | 78,343       | 39.35        | Nuevo        | 8         | +8        |
|                        | Partido Aprista Peruano (APRA)                                                      | 55,348       | 27.80        | –2.95        | 3         | –5        |
|                        | Movimiento Regional Independiente Cuenta Conmigo (C)                                | 29,151       | 14.64        | Nuevo        | 1         | +1        |
|                        | Alianza Regional Áncash (PPC–SN–PP–PDS)                                             | 22,917       | 11.51        | –4.68        | 1         | ±0        |
|                        | Partido Nacionalista Peruano (PNP)                                                  | 3,254        | 1.63         | Nuevo        | 0         | ±0        |
|                        | Unión por el Perú (UPP)                                                             | 3,012        | 1.51         | +0.41        | 0         | ±0        |
|                        | Restauración Nacional (RN)                                                          | 2,396        | 1.20         | Nuevo        | 0         | ±0        |
|                        | Acción Popular (AP)                                                                 | 2,004        | 1.01         | –2.99        | 0         | ±0        |
|                        | Movimiento Independiente Nueva Esperanza Regional Ancashina "Nueva ERA" (Nueva ERA) | 1,993        | 1.00         | Nuevo        | 0         | ±0        |
|                        | Renacimiento Andino (RA)                                                            | 656          | 0.33         | –1.34        | 0         | ±0        |
|                        |                                                                                     |              |              |              |           |           |
| Total                  | Total                                                                               | 199,074      |              |              | 13        | ±0        |
|                        |                                                                                     |              |              |              |           |           |
| Votos válidos          | Votos válidos                                                                       | 199,074      | 86.27        | –0.35        |           |           |
| Votos en blanco        | Votos en blanco                                                                     | 14,235       | 6.17         | +1.53        |           |           |
| Votos nulos            | Votos nulos                                                                         | 17,446       | 7.56         | –1.18        |           |           |
| Votos emitidos         | Votos emitidos                                                                      | 230,755      | 87.46        | +3.41        |           |           |
| Abstenciones           | Abstenciones                                                                        | 33,090       | 12.54        | –3.41        |           |           |
| Votantes registrados   | Votantes registrados                                                                | 263,845      |              |              |           |           |
|                        |                                                                                     |              |              |              |           |           |
| Fuente:                |                                                                                     |              |              |              |           |           |

## Elecciones municipales distritales

### Resultados por distrito
La siguiente tabla enumera el control de los distritos de la provincia del Santa. El cambio de mando de una organización política se resalta del color de ese partido.
| Distrito         | Alcalde(sa) titular       | Partido político | Partido político        | Alcalde(sa) electo(a)    | Partido político | Partido político         |
| ---------------- | ------------------------- | ---------------- | ----------------------- | ------------------------ | ---------------- | ------------------------ |
| Cáceres del Perú | Luis Sánchez Paz          |                  | Partido Aprista Peruano | Lorenzo Navarrete León   |                  | Río Santa Caudaloso      |
| Coishco          | Manuel Aldave Boyd        |                  | Partido Aprista Peruano | Hermes Ascate Zamudio    |                  | Cuenta Conmigo           |
| Macate           | Víctor Arteaga Martínez   |                  | Somos Perú              | Luis Contreras Gonzales  |                  | Alianza para el Progreso |
| Moro             | Tomás Villegas Roca       |                  | Somos Perú              | Tomás Villegas Roca      |                  | Somos Perú               |
| Nepeña           | Elías Jaramillo Melgarejo |                  | Somos Perú              | Luis Montalvo Rodriguez  |                  | Nepeña Querido           |
| Nuevo Chimbote   | Valentín Fernández Bazán  |                  | Partido Aprista Peruano | Valentín Fernández Bazán |                  | Partido Aprista Peruano  |
| Samanco          | Teodoro Casana Escobedo   |                  | Somos Perú              | Carlos Meléndez Bismarck |                  | Nueva ERA                |
| Santa            | Jaime Sánchez Cruzado     |                  | Partido Aprista Peruano | Eugenio Jara Acosta      |                  | Alianza Regional Áncash  |